# Pajaritos (métro de Santiago)
Pajaritos est une station de la ligne 1 du métro de Santiago au Chili, située dans la commune de Lo Prado.

## Situation sur le réseau
La station est située entre Neptuno au nord-ouest, en direction de San Pablo et Las Rejas à l'est, en direction de Los Dominicos. Elle est établie dans une tranchée à l'air libre au niveau de l'intersection de l'avenue General Óscar Bonilla avec la rue Santa Marta, dans la commune de Lo Prado.

## Histoire
La station est ouverte le 15 septembre 1975, lors de la mise en service du premier tronçon de la ligne 1. Dans son parcours d'est en ouest, l'avenue du Libérateur Bernardo O'Higgins, artère principale de Santiago, se divise en deux à la hauteur de l'École de recherche du Chili : la Route 68, et l'avenue Pajaritos, qui en est la continuation naturelle et conduit à Maipú. La station tire son nom de cette dernière avenue, qui est située à proximité.
Cette redondance des noms produit toujours une grande confusion pour les passagers se dirigeant vers Maipú. En effet, pour prendre la correspondance des bus dans l'avenue Pajaritos, il faut changer de train à Las Rejas et non dans la station homonyme.
À l'époque où les stations étaient identifiées par des représentations graphiques, la station Pajaritos (« petits oiseaux » en espagnol) était représentée par trois silhouettes d'oiseaux en vol.

## Services aux voyageurs

### Accès et accueil
La station comprend deux accès dont un équipé d'ascenseurs.